# 塩沢兼人
塩沢 兼人（しおざわ かねと、本名：塩澤 敏一（しおざわ としかず）、1954年〈昭和29年〉1月28日 - 2000年〈平成12年〉5月10日）は、日本の声優、俳優。

## 生涯

### 生い立ち
子供の頃は病弱で運動神経もダメだったことから、家からあまり出してもらえなかった。幼稚園退園後、両親は「この子はどうしたもんだろうか」と困り、3ヶ月だったが、劇団ひまわりに所属していた。その時は芝居に興味がなく、イヤだったという。入団時の試験の際、塩沢の前の子供がただ「お父さ〜ん」と呼べばいいのを、ウジウジと泣き出しているのを見て「何てだらしないんだ」と思ったという。対照的に塩沢はちゃんとしており、その時に合格したという。舞台に上がったことはあったと語るが、入所式のテストをしたことは覚えていなかったという。塩沢自身は近所の子供と遊んでいる方が楽しく、そうしていくうちに小学校入学で、今度は「そうすると、芸能界はやっぱり悪い影響があるんじゃないか」と考えており、退団させられたという。「だけどそれがもしかしたら、この仕事に入ってまた一番の根っこの部分なのかもしれない」と思っていたという。
塩沢は小学校時代、「自分はそういうところに居たんだ」という変な自負はあったようだった。そういうことをしていると、「ボクはほかの子とは違う」のような意識がどこかにあった。その時は王子様を演じたわけではないが、影響はあったという。どこかに劇団ひまわりを引きずっており、不思議なことに段々芝居が好きになっていった。中学生時代には演劇部がなく、その頃20人集めないとクラブが作れなかったため、仲間を沢山集めて中学3年生の時に自ら演劇部を結成し部長を務めた。中学2、3年生の時に父母を亡くし、祖母に引き取られる。
日本大学第二高等学校を経て、日本大学芸術学部演劇科で本格的に芝居を学ぶ。高校の選択も、日本大学芸術学部演劇科への進学も踏まえてのものであった。高校時代の一時期は、人並みにスネてみた時期もあったという。高校卒業の頃は学校の中ではなく、どこかよそで仲間を30人くらい集めて劇団を結成したり、その公演の準備に忙しかった。卒業もでき、大学も合格し、何の心配もなく演劇に熱中できたという。結局、高校卒業後の4月の末か5月のはじめに東京都の豊島区民センターで安部公房作の『棒になった男』を上演していた。芸能界に入ろうというのは明確な理由というわけではなく、会社員にはなりたくなくて「昼間ブラブラしてたいなあ」という不健全な考えのためであった。大学時代、正科でバレエがあったが、それで挫折しており、そのうえに、文化祭のような時に、1年生だけで芝居をしていた。それを演出部の先生に「芝居になっていない」と言われ、塩沢が演出していたが、抗議に行った。単位を取るのも大変で、頭下げに行くのも嫌であることから、それに、「これからの芝居はミュージカル主体になってくるんだろうな」と思っていた。その時に「ああ、めんどくさい、もうやめた」と感じで、進学した年の10月には中退したが、籍は2年間残っていたという。同時に祖母には猛反対されたが、同大学を1年通って中退した時は、スンナリ認めてもらえたという。
自称「短絡思考の傾向あり」であり、大学中退後は「僕は芝居に向いてないんじゃないかなあ」と思い、1年位アルバイトにうつつをぬかしており、東京都港区六本木の深夜バイト、ウェイターのアルバイト、喫茶店でのアルバイトをして結構楽しんでいた。一方、ブラブラしながらも「このまま人生が行くんじゃ困ったもんだ」とも考えていたという。その頃、東京都新宿区の紀伊國屋書店の専門学校コーナーで偶然『あなたも声優になりませんか?』という塩沢曰く「ヤクザなパンフレット」を見てしまい、「やっぱり芝居やりたいなあ」「このままいっても『小さなお店を一軒もって～』という世界から出られない」「どうせなら好きなことをやろう!」「声優になろうか」と思い、東放学園専門学校東京アナウンス学院放送声優専科に入学。その時は同学院を訪ね、お金があまりなかったため、頼みこんで、研究科に入ってもらったという。当初は「授業料だけは取り返してからやめたいな」という感じだった。当時は「そこを出れば、仕事になるだろう」ぐらいに簡単に考えていたが、最初は上手くいかなかった。同時にぐるーぷえいとに所属。アルバイトと同時に芝居をし、更に勉強を続けていた。当時は自宅はあり、小遣い銭はアルバイトで稼げば済み、純経済面からいけば、食うように困らぬノン気な浪人生活だった。

### キャリア
タイトルは覚えていない位だが、20歳で洋画の吹き替えの一度に10数人の「ワーッ」と言いながら撃たれ、崖から落ちて10数回死ぬ役でデビュー。そのたった一ヵ月後に、映画『レッツ・ゴー!ハーマンズ・ハーミッツ』の主役、ハーマン役を演じる。その時は「ワーッ、僕もこれで」と大喜びしたのも間、その後は全然呼ばれなかったという。経済的に困らなかったという条件もあるが、役者になるために、身を正し、精進努力するというタイプでは絶対なく、塩沢曰くそういうタイプだった。純・声の仕事で食べていかれたのは、1981年時点から3年前ぐらいだった。1981年時点は住むところはあり、小遣いがまかなえる程度だから、10万円以上の収入が入りだしたという意味だった。一時マジシャンのアシスタントなどのアルバイトもしていた。しかし『笑点』などアシスタントで出て、近所のおばさん、親戚に「そういうふうに認知されるのはちょっとマズイぞ」と、結局辞めてしまったという。アニメの最初の仕事は『タイムボカンシリーズ』。『一発貫太くん』の戸馳二郎は最初のレギュラー役出演。その後に『機動戦士ガンダム』のマ・クベを演じ、注目された。1979年には、手塚治虫が直接手掛けた最後の映画である『火の鳥2772 愛のコスモゾーン』の主役に抜擢されて初主演および劇場映画デビューを飾っている。その時に、「なんとかなるかこれで」のようなのはどこかあったが、映画はあたらなかった。
TBS系列所属の俳優だったが、次第に声を主体とした芝居のオファーが増える。
1979年にぐるーぷえいとを退所し、1980年1月1日付で青二プロダクションに所属していた。
アニメ作品のみならず、『スター・ウォーズ』『シザーハンズ』など、吹き替えでも活躍した。

### 死去
2000年5月9日午後4時ごろ、自宅の階段から転落。その際に目立った外傷はほとんどなく、本人も「大丈夫だ」と言っていたが、午後10時ごろになって容体が急変。意識不明になり、東京・西新宿の東京医科大学病院へ搬送される。翌日午前0時54分(9日深夜)、脳挫傷により同病院で死去。46歳没。
葬儀は中野区の宝仙寺で執り行われた。戒名は碧海院法優日敏信士。

## 人物・エピソード
塩沢自身も父も母も一人っ子だったため、いとこやおじやおばが全然いなかったという。
1981年時点は東京都中野区鷺宮にあるアパート経営を兼ねた家に住んでいた。
1990年代の声優ブームの頃、夏をテーマにしたソング集を当時の人気声優たちが歌うCDアルバムが発売され、塩沢も参加している。しかし、塩沢本人は「歌は苦手」と語っている。また、その時夏に関する思い出を訊かれ「最悪です」と答えている。理由は過去に海に遊びに行ったところ、誰か遊泳していると思ったら水死体で、言葉にできぬほど恐怖した記憶があるからだという。「もう、海は見るのも嫌だなぁ」とコメントした塩沢だが、スキューバダイビングを趣味にしており、一緒に潜る先輩に柴田秀勝の名前を挙げている。またサザエやアワビといった、いわゆる海の幸が好物でもあった。その他の趣味は旅行。
趣味は読書、旅。
酒が大好きである。スポーツもあまりやらず、楽器もやらず、酒を飲むことから車もやらなかった。結局「一番最高なのは、ジャズのレコードを聴きながら、部屋で酒を飲んでいる時」であったとのこと。特に日本酒が好みで、高級な大吟醸よりも辛口の二級酒派であった。他に焼酎やウイスキーと酒なら何でも好きであったという。飲む場所も、なわのれん、スナック、自分の部屋など、その時の気分やメンバーに合わせてどこでもOKであった。鈴置洋孝はよい飲み友達であり、「独特の声は酒好きに所以するのでは？」との意見が、自他の両方から出ていた。また、共演作の多い神谷明とも親交が深かった。他に会えば飲む仲間として島田敏、二又一成、龍田直樹、森功至、山口健の名前を挙げている。中原茂はとある飲み会の三次会が終わった後に、「もう（電車もなく）家に帰れないだろう？うちに来て付き合ってよ」と言われてお邪魔したことがあると自身のホームページで語っている。実際に訪ねることになり、当時飲めなかった中原は酒を飲まなかったが、塩沢は好きな日本酒を飲み、2人でとりとめのない会話をしたという。
潘恵子とは、同じく日本大学芸術学部演劇科出身で同学年だったが、詳しくは知らなかった。塩沢は前述の通り比較的早く中退したため、学内で「ああ可愛い娘が歩いてるな」という感じで見ていたが、後に潘と同じ仕事をするようになるとは、よもや思っていなかったという。しかし1980年当時、塩沢の友人が潘と親しかったため、その友人と会う時に偶々潘と会ったりはしたことはあったという。
声優になってからの芝居（舞台）の出演もいくつかあり、1987年にはその話題を矢尾一樹がパーソナリティを務めるラジオ『アニメ情報局ラジオマガジン』のドデスカ電話コーナー内で触れられ、「何を血迷ったかやることになってしまいまして」と発言していた。また同ラジオ内では当時自らの持ちキャラクターだった『聖闘士星矢』の牡羊座のムウのことを「別に二枚目でもなんでもない」、「ヘンに世の中を超越した役」と述べている。
後輩声優である緑川光は、目標としている役者に塩沢を挙げている。
青二塾の特別講師として来ていた時期もあった。

### 特色
声種はテノール。甘く、クールで、憂いを帯びており、声優仲間たちから、「唯一無二の声」という言葉を贈られる声だった。
デビュー以来、カゲのある個性的な悪役から教育番組のナレーションまで幅広くこなしていた実力派。かつてはプライドの高い美形役で知られていた。その貴族的な声質から美形、二枚目役を務めることが多く、そのため『銀河旋風ブライガー』のブラスター・キッド役を演じた際には戸惑いを覚えたが、「おかげでギャグ的な演技に慣れた」とも語っている。一方では「美形が持ち役」と言われることは、自分は同じ芝居をしていると思われるため、代表作に三枚目の役を入れることもあったと語る。
作っていた声の種類はある程度の幅というのは一番張っており、この役にとって、割れたりせずひっくり返しもしないため、一番テンションの高いところを選んで演じていたが、あまり整理されなかったりしていたという。
一番地声に近いと思うのは、日常でもひっくりかえって喋ったりすることもあったが、『銀河旋風ブライガー』のブラスター・キッド役はほとんど地声だったという。
一方、『戦国魔神ゴーショーグン』のブンドル役、『未来警察ウラシマン』のルードヴィッヒ役は比較的高い声だが、塩沢自身は非常にかまえて喋る人物というところがあるため、「自分が偉いんだ」と思い、喋っていたことから、全然違うという。
声で得したことなどはなく、自分では「声がいい」と思ったことは一度も無かった。声で食べて行こうと思ったのは職業としての声優自体がはっきり分かってないで入っていったわけであった。しかし放送の中で、「比較的、芝居を必要とする分野だろう」「そういうものを、仕事にしていくというのは面白そうだな」と思い、自分の声を生かしてなどは全然なかったという。
独特の悪役演技の形成について、本人は「『機動戦士ガンダム』のマ・クベ役が大きなきっかけになった」と述べている。同時に「実はマ・クベを演じるまでは悪役を演じること自体に抵抗があった」ともいう。その反面、「幼稚園児の時に幼稚園の窓ガラスを割ったりする乱暴な一面もあった」とも述べている。
『ハイスクール!奇面組』の物星大のような「おかま」の役も多く演じたが、自身は「そういう役ばかり来た時期もあって、一時はやや困惑していたこともある」と回想している。なお、『ハイスクール!奇面組』のオーディションでは同役しか受けていなかったという。OVA『間の楔』など、黎明期のボーイズラブ系作品でも大きな足跡を残した。
『銀河英雄伝説』のパウル・フォン・オーベルシュタインについては、原作者の田中芳樹も適役と評している。しかし最初のアニメ化である劇場版『わが征くは星の大海』に関しては、ひとこと台詞があるだけの端役に過ぎなかったため、原作小説では主要人物だと知らなかった塩沢は、困惑めいた発言を残している。

### 没後
実力も知名度も高く、多数のレギュラーを抱え、声優として脂の乗り切った時期の急死は、各界に衝撃を与えた。
塩沢と親交があった先輩声優の柴田秀勝は後輩との突然の別れに、弔辞の中で「馬鹿野郎」と怒りを交えて嘆いた。死去から5日後に放送された準レギュラー番組の『名探偵コナン』第190話「命がけの復活 第三の選択」の冒頭で追悼テロップが流され、塩沢没後に行われたアフレコでは、本人もお気に入りだった白鳥任三郎の写真を全員首から下げてアフレコが行われた。そして持ち役の一部は様々な声優に引き継がれることになった。特に山崎たくみは声質が似ていることもあり、比較的多くの役を引き継いでいる。しかし、ドラマCD『ドクター×ボクサー』シリーズなど、原作者や制作スタッフの意向により、塩沢が演じたキャラクターを再登場させない、もしくは登場しても喋らせない作品もある。『クレヨンしんちゃん』のぶりぶりざえもんも、2016年に神谷浩史が引き継ぐまで16年に渡って欠番だった時期があった。
ゲーム「スーパーロボット大戦シリーズ」では塩沢の死から約2週間後に発売された『スーパーロボット大戦α』が最後の収録作品となった。その後のシリーズ作品において『機動戦士ガンダム』のマ・クベ、クランプ、『伝説巨神イデオン』のイラ・ジョリバ、『戦国魔神ゴーショーグン』のレオナルド・メディチ・ブンドル、『超獣機神ダンクーガ』の司馬亮、『蒼き流星SPTレイズナー』のル・カインなどの声は現在に至るまで生前の塩沢が録音したもののみが使われており、その方針は逝去もしくは引退した他の声優にも適用されている。ジョリバやル・カインのように登場作品が長い間隔を挟んで音声付きの作品に再登場することで久々に再使用された例もある。特に司馬亮の場合、亮の声に他の登場人物の声を合わせたり、亮の台詞の前後に新録の音声を組み合わせてパイロット同士の掛け合いをさせるなど、かなり徹底している。
当時開発途中だったゲーム『メタルギアソリッド2』にて、監督・小島秀夫は「ヴァンプは塩沢さんのためにつくったキャラクターだったんですが残念なことになってしまった」と塩沢に声を担当してもらおうとしていたが実現しなかったことを語っている。そして自身の作品である『スナッチャー』や『ポリスノーツ』などに出演した塩沢の死を深く悼み、追悼の意味を込めて本来ならば作品に入れる予定の無かった前作『メタルギアソリッド』に出演した際の声を、寺瀬今日子が演じるキャラクターのセリフとしていくつかデモシーンなどで使用している。それに合わせて寺瀬の音声も編集し、前作の塩沢の役の雰囲気に似せている。後に『メタルギアソリッド4』の回想シーンでも登場させている。『メタルギアソリッド』が『大乱闘スマッシュブラザーズX』にはゲスト出演した際、ソリッド・スネークと共に、アシストフィギュアとしてサイボーグ忍者が登場。同作で収録していた声が使われている。また、小島は過去のラジオで「塩沢さんはすごいんですよ。スタジオに塩沢さんが来ると雰囲気が変わるんですよ。一番おいしいところをさらって帰ってきはる。」、「塩沢さんと井上喜久子さんは必ず僕のゲームに出るっていうので、台本を書くときに決めているんですよ」、「塩沢さんのあの演技ができるのは塩沢さんしかいないので、塩沢キャラというか。で、塩沢さんに代わる人を探しているんですけど。だから塩沢キャラみたいなのがもう出せないんですよ。それ以降メタルとかで。」と語っている。
塩沢の死から半年後に発売されたゲーム『テイルズ オブ エターニア』では、前々作『ファンタジア』にてダオスを演じた塩沢への追悼の意を込め、ダオスに酷似したキャラクター「ゼクンドゥス」を急遽登場させた。ボイスは全てダオスのものが流用されている。
格闘ゲーム『GUILTY GEARシリーズ』では暗殺者ザトー＝ONEを演じたが、第2作『GUILTY GEAR X』の制作中に急死したため、キャストテロップに「（LATE）」（日本語で言う「故-」のこと）の表記が追加され、エンディングもザトーが自らその身に取り込んだ禁獣・エディによって衰弱死するものに急遽差し替えられた（本来は禁獣・エディの支配から逃れ、ザトーとして今後戦うようになるエンディングだったと開発者から明かされている）。
アニメ『ゲートキーパーズ』で塩沢がゲスト出演した第8話のWOWOW初回放送日直前に死去したため、当回の放送開始前には故人を偲ぶメッセージが流された。
ドゥサーニュ役でレギュラー出演していたアニメ『星界の戦旗』の収録途中に死去したため、第9話以降はCDドラマ版の音声流用による出演となった。なお、翌2001年に放映された続編『星界の戦旗II』でも同じ措置がとられている。
親交が深かった神谷明は、当時のアニメ雑誌『アニメディア』での連載コーナー「声優ですよ!」でも通常の質問コーナーを差し替えて塩沢の追悼企画を組み、故人を偲ぶメッセージを述べていた。このページには塩沢との最後の飲み会の写真も掲載されていた。また神谷明は「カッコいいセリフを、実にカッコよく言う。でもトチると途端に無邪気な笑顔の三枚目になってねぇ」と言っていた。

## 後任
塩沢の死後、持ち役を引き継いだ人物は以下の通り。
ただし、ほかの声優も総入れ替えされた作品（『遊☆戯☆王デュエルモンスターズ』のシャーディー（後任：佐々木望）など）はこの趣旨から外れるため、この表には記載しない。
| 後任       | キャラクター名     | 概要作品                                        | 後任の初担当作品                                      |
| ---------- | ------------------ | ----------------------------------------------- | ----------------------------------------------------- |
| 山崎たくみ | 木戸丈太郎         | 『銀河旋風ブライガー』                          | 『スーパーロボット大戦α外伝』                         |
| 山崎たくみ | 牡羊座のムウ       | 『聖闘士星矢』                                  | 『聖闘士星矢 冥王ハーデス十二宮編』                   |
| 山崎たくみ | 塞臥               | 『冥王計画ゼオライマー』                        | 『スーパーロボット大戦MX』                            |
| 山崎たくみ | 真幌羽士郎         | 『銀河烈風バクシンガー』                        | 『スーパーロボット大戦GC』                            |
| 山崎たくみ | ロック・アンロック | 『銀河疾風サスライガー』                        | 『スーパーロボット大戦GC』                            |
| 山崎たくみ | サイボーグ忍者     | 『メタルギアソリッド』                          | 『メタルギアソリッド2 バンドデシネ』                  |
| 山崎たくみ | マリン・レイガン   | 『宇宙戦士バルディオス』                        | 『スーパーロボット大戦Z』                             |
| 山崎たくみ | ジェロニモ         | 『キン肉マン』                                  | 『パチスロキン肉マン』                                |
| 千葉一伸   | レイ               | 『北斗の拳』                                    | 『北斗の拳 AC版』                                     |
| 千葉一伸   | バイマン・ハガード | 『装甲騎兵ボトムズ ザ・ラストレッドショルダー』 | 『第2次スーパーロボット大戦Z 破界篇』                 |
| 千葉一伸   | リフ               | 『ウエスト・サイド物語』新TBS版                 | WOWOW放送時追加録音                                   |
| 置鮎龍太郎 | 三星龍             | 『ドラゴンボールGT』                            | 『DRAGONBALL Z W爆烈IMPACT』                          |
| 置鮎龍太郎 | デビモン           | 『デジモンアドベンチャー』                      | PSP版ゲーム                                           |
| 置鮎龍太郎 | 倉橋永二           | 『ナイン』                                      | 『アオイホノオ』                                      |
| 納谷六朗   | ニラミ警視         | 『キョロちゃん』                                | 58話Aパート                                           |
| 柏倉つとむ | 四天王ガリ         | 『モンスターファーム 〜円盤石の秘密〜』         | 『モンスターファーム 〜伝説への道〜』                 |
| 平田広明   | デビモン           | 『デジモンアドベンチャー』                      | 『デジモンアドベンチャー02』                          |
| 井上和彦   | 白鳥任三郎         | 『名探偵コナン』                                | 第205話                                               |
| 加瀬康之   | マ・クベ           | 『機動戦士ガンダム』                            | 『サンライズ英雄譚R』                                 |
| 加瀬康之   | ル・カイン         | 『蒼き流星SPTレイズナー』                       | 『サンライズ英雄譚R』                                 |
| 加瀬康之   | バイマン・ハガード | 『装甲騎兵ボトムズ ザ・ラストレッドショルダー』 | 『サンライズ英雄譚R』                                 |
| 田中秀幸   | クラヴィス         | 「アンジェリークシリーズ」                      | 『アンジェリーク トロワ』                             |
| 田中正彦   | マ・クベ           | 『機動戦士ガンダム』                            | 『機動戦士ガンダム 特別版』                           |
| 岡野浩介   | 物星大             | 『ハイスクール!奇面組』                         | 『ハイスクール!奇面組 THE テーブルホッケー』          |
| 阪口大助   | はみがきまん       | 『それいけ!アンパンマン』                       | 第582話Bパート                                        |
| 近藤隆     | Dr.ボルドヘッド    | 『GUILTY GEAR』                                 | 『ギルティギア イグゼクス ドラマCD BLACK』            |
| 森川智之   | ダオス             | 『テイルズ オブ ファンタジア』                  | 『テイルズ オブ ファンタジア THE ANIMATION』          |
| 遊佐浩二   | ネオ皇帝           | 『ふしぎの海のナディア』                        | PS2版ゲーム                                           |
| 太田真一郎 | スクリュー・キッド | 『キン肉マン』                                  | 『キン肉マン マッスルジェネレーションズ』             |
| 子安武人   | オロチ丸           | 『天外魔境』シリーズ                            | 『天外魔境 ZIRIA〜遥かなるジパング〜』                |
| 子安武人   | ザトー＝ONE        | 「GUILTY GEARシリーズ」                         | 『GUILTY GEAR Xrd -SIGN-』                            |
| 緑川光     | 江口洋助           | 『湘南爆走族』                                  | 『CR湘南爆走族』                                      |
| 小杉十郎太 | ドゥサーニュ       | 『星界』シリーズ                                | 『星界の断章 併呑』                                   |
| 柴田光太郎 | B.D.               | 『メガゾーン23』                                | 『メガゾーン23 ON RADIO』                             |
| 竹本英史   | ナム               | 『ドラゴンボール』                              | 『ドラゴンボールZ Sparking!METEOR』                   |
| 高木渉     | バイマン・ハガード | 『装甲騎兵ボトムズ ザ・ラストレッドショルダー』 | PS2版ゲーム                                           |
| 大滝進矢   | ラベンダー         | 『クレヨンしんちゃん 暗黒タマタマ大追跡』       | 『クレヨンしんちゃん 嵐を呼ぶ カスカベ映画スターズ!』 |
| 神谷浩史   | ぶりぶりざえもん   | 『クレヨンしんちゃん』                          | 第894話Bパート                                        |
| 古川登志夫 | トム・ランドナー   | 『特打』シリーズ                                | TBA                                                   |

## 出演
太字はメインキャラクター。

### テレビアニメ
1975年
- 一休さん（サダアキ、藤原秀行、旅人、義満の家来、町人、オガタロクスケ、コウエツ）
- てんとう虫の歌（下町町南チームのメンバー）

1976年
- タイムボカン（王子、イキキ）
- ブロッカー軍団IVマシーンブラスター（船員、部下、研究員、所員、兵士、係、男1、アナウンサー、兵、モグール兵、その他所員、副機長、船員A）
- ドカベン（1976年 - 1979年、生徒A、葛山、生徒B、野球部員B、新入部員、雪村、東、山口、黒田、国定、中村、隼）

1977年
- ヤッターマン（1977年 - 1988年客、ジェームス、王子B、助監督、男、ハシレメドス、ナニー 他）
- あしたへアタック!（男生徒）
- 一発貫太くん（1977年 - 1978年、戸馳二郎）
- ポールのミラクル大作戦（首狩人、騎士C、トム、カニー・ケイ）

1978年
- 科学忍者隊ガッチャマンII（サム）
- 未来少年コナン（隊員 他）
- はいからさんが通る（はち巻、弟子A、兵士B、脇役者、ボーイ、歩哨の兵隊、青年紳士、弟子、手下）
- 宝島
- 若草のシャルロット（使用人）

1979年
- 銀河鉄道999（1979年 - 1981年、シリウス、砂山武、ビーナ、メーム）
- 花の子ルンルン（マテウス、ルキノ）
- がんばれ! ぼくらのヒット・エンド・ラン（彦丸）
- ゼンダマン（サラディン王子、クヌート、マサイ、スコール人、ジョージ、ベレロフォン、ガリバー、アキレス）
- ザ☆ウルトラマン（隊員、助手、スタッフ、科学者A 他）
- シートン動物記 りすのバナー（男）
- 機動戦士ガンダム（ソル、マ・クベ、クランプ、ジョブジョン、マリガン、オムル、カムラン）
- 科学冒険隊タンサー5（若者A）
- こぐまのミーシャ（別の山ネコ 他）
- 科学忍者隊ガッチャマンF（ジゼル）
- ベルサイユのばら

1980年
- 無敵ロボ トライダーG7（小山先生）
- 魔法少女ララベル
- タイムパトロール隊オタスケマン（コペル、ロレンス、通信員）
- 釣りキチ三平（飯田、大橋、敬一、金之助）
- 伝説巨神イデオン（1980年 - 1981年、イラ・ジョリバ、ナレーター）
- ニルスのふしぎな旅（1980年 - 1981年、キツネ、白鳥、鳩、見物人、ガン、ウサギ、スポット 他）
- 宇宙戦士バルディオス（1980年 - 1981年、マリン・レイガン）
- とんでも戦士ムテキング（ゴロー）
- フウムーン（ロック）
- 宇宙戦艦ヤマトIII（1980年 - 1981年、坂東平次）
- トム・ソーヤーの冒険（オスカー）

1981年
- ハロー!サンディベル（マーク＝ブランチ＝ウェリントン）
- 若草の四姉妹（ウィリアム、ジョージ）
- めちゃっこドタコン（タカオ、不良青年、セコ選手、助手おまわりさん、司会者、バスの運転手、映画館の客、ノッポ、Pメカ1）
- 名犬ジョリィ（ギオム先生）
- ヤットデタマン（エピメテウス、猿飛猿助）
- タイガーマスク二世（1981年 - 1982年、中山一郎、石松記者、マーク、SPI B）
- 戦国魔神ゴーショーグン（レオナルド・メディチ・ブンドル〈ブンドル長官〉）
- ぼくらマンガ家 トキワ荘物語（つのだ）
- ダッシュ勝平（黒木カズヤ）
- 銀河旋風ブライガー（1981年 - 1982年、ブラスター・キッド）
- まいっちんぐマチコ先生（1981年 - 1983年、福岡先生、鹿児島先生）
- ハニーハニーのすてきな冒険（ロミーノ）
- 太陽の牙ダグラム（ロイル・カシム）
- ワンワン三銃士（1981年 - 1982年、アラミス）

1982年
- あさりちゃん（フランシス、山川くん）
- 戦闘メカ ザブングル（1982年 - 1983年、アーサー・ランク）
- 魔境伝説アクロバンチ（ラリィ）
- パタリロ!（ヨハン 他）
- ときめきトゥナイト（ジョー）
- 銀河烈風バクシンガー（真幌羽士郎〈ビリー・ザ・ショット〉、カーメン18世）
- おちゃめ神物語コロコロポロン（1982年 - 1983年、ペルセウス、エリシクトン、アイアネス）
- アンドロメダ・ストーリーズ（アーク）
- わが青春のアルカディア 無限軌道SSX（兵士）
- 新・ど根性ガエル
- さすがの猿飛（トンドロン）
- Theかぼちゃワイン（1982年 - 1983年、田原正彦、男）

1983年
- 新みつばちマーヤの冒険（カール）
- 未来警察ウラシマン（ルードヴィッヒ）
- 吾輩は犬である ドン松五郎の生活（刑事B）
- 愛してナイト（東野）
- みゆき（村木好夫）
- ななこSOS（ななお）
- パソコントラベル探偵団（神の使い）
- 銀河疾風サスライガー（ロック・アンロック〈抜きうちロック〉）
- ナイン（倉橋永二）
- まんが日本史（1983年 - 1984年）
- プラレス3四郎（1983年 - 1984年、伸次）
- ストップ!! ひばりくん!（海牛文太、川鼻広、森田健作）
- タイムスリップ10000年プライム・ローズ（タロ）
- 特装機兵ドルバック（ゴメス）
- キャッツ♥アイ（1983年 - 1985年） - 2シリーズ

1984年
- キン肉マン（1984年 - 1985年、ジェロニモ、スクリューキッド）
- 夢戦士ウイングマン（部長、黒津）
- リトル・エル・シドの冒険（マルティーン）
- 宗谷物語（勇二）
- ビデオ戦士レザリオン（トミー）
- Gu-Guガンモ（1984年 - 1985年、西郷利光）
- コアラボーイ コッキィ（ウェザー）
- ふたり鷹（東条鷹）
- よろしくメカドック（早瀬）
- らんぽう（湯川、キョウシロー、やす夫）
- 北斗の拳（1984年 - 1988年、サム、レイ） - 2シリーズ

1985年
- タッチ（1985年 - 1986年、黒木武）
- プロゴルファー猿（1985年 - 1988年、変奇、ジョン、セールスマン） - 2シリーズ
- 超獣機神ダンクーガ（司馬亮）
- ダーティペア（青年）
- 悪魔島のプリンス 三つ目がとおる（鬼胴）
- 蒼き流星SPTレイズナー（ル・カイン）
- ハイスクール!奇面組（1985年 - 1987年、物星大）

1986年
- メイプルタウン物語（ドリー、アンドレ）
- ゲゲゲの鬼太郎（第3作）（1986年 - 1987年、空狐B、隆、杉作、伊集院、内田）
- 生徒諸君!心に緑のネッカチーフを（田村僚一）
- ワンダービートS（ズダー将軍）
- 宇宙船サジタリウス（ピカソン）
- マシンロボ クロノスの大逆襲（トリム・スパンサー）
- ドラゴンボール（1986年 - 1987年、ナム、天龍）
- ハートカクテル（彼）
- 聖闘士星矢（1986年 - 1989年、暗黒アンドロメダ、ムウ）

1987年
- 陽あたり良好!（美樹本伸）
- きまぐれオレンジ☆ロード（1987年 - 1988年、松岡先生、先生A）
- シティーハンター（1987年 - 1989年、若頭、トム、崇司） - 2シリーズ
- 仮面の忍者 赤影（1987年 - 1988年、霞丸）
- ついでにとんちんかん（1987年 - 1988年、中東風）
- グリム名作劇場（1987年 - 1988年、あに王子、王子） - 2シリーズ

1988年
- トランスフォーマー 超神マスターフォース（ロードキング）
- 超音戦士ボーグマン（バグベルス）
- ひみつのアッコちゃん（第2期）（時久先生）
- キテレツ大百科（1988年 - 1990年、フィリッピデス、テッド、若月）
- ビックリマン（一角キング）
- ハーイあっこです（坂本ジュンイチ）
- それいけ!アンパンマン（1988年 - 1998年、はみがきまん〈初代〉、クマ太〈初代〉）
- エスパー魔美（サントス）

1989年
- 新ビックリマン（1989年 - 1990年、ベリー・オズ）
- 手塚治虫物語 ぼくは孫悟空（サンゾー）
- ビリ犬なんでも商会（青年）
- 美味しんぼ（1989年 - 1990年、青山記者、真山浩一）

1990年
- 笑ゥせぇるすまん（能見野新造）
- おぼっちゃまくん
- 八百八町表裏 化粧師（玉三郎）
- ふしぎの海のナディア（1990年 - 1991年、ネオ皇帝）

1991年
- どろろんぱっ!（ミカエル）

1992年
- ボーイフレンド（高刀正雄）
- ヤダモン（1992年 - 1993年、エンリコ、妖精王）
- クッキングパパ（トオルの父）

1993年
- ミラクル☆ガールズ（倉茂秀明）
- 勇者特急マイトガイン（マーボジャン）
- 美少女戦士セーラームーンR（1993年 - 1994年、プリンス・デマンド）
- バトルスピリッツ 龍虎の拳（ジョン・クローリー）

1994年
- 蒼き伝説 シュート!（ルディ・エリック〈2代目〉）
- ツヨシしっかりしなさい（源義家〈2代目〉）
- レッドバロン（柳孔明）
- クレヨンしんちゃん（1994年 - 2000年、ぶりぶりざえもん〈初代〉）

1995年
- 空想科学世界ガリバーボーイ（ジュドー）
- 魔法騎士レイアース（海のパパ）
- ストリートファイターII V（バルログ）

1996年
- バーチャファイター（我王）
- 天空のエスカフローネ（ゾンギ）

1997年
- 快傑ゾロ（ベリアル）
- ゲゲゲの鬼太郎（第4作）（1997年 - 1998年、先輩、ラクシャサ、死神）
- 金田一少年の事件簿（狭山恭次）
- マッハGoGoGo（リメイク版）（ハンドラー）
- ドラゴンボールGT（三星龍）
- 超魔神英雄伝ワタル（1997年 - 1998年、ルーメン、剣部アラゴト）

1998年
- LEGEND OF BASARA（揚羽）
- サイレントメビウス（ガノッサ・マクシミリアン）
- 烈火の炎（魔元紗）
- DTエイトロン（イーゼント伯爵）
- 遊☆戯☆王（シャーディー）
- ひみつのアッコちゃん（第3作）（1998年 - 1999年、怪盗ふくみみ）

1999年
- 星界の紋章（ドゥサーニュ）
- 小さな巨人ミクロマン（デモングリーン）
- デジモンアドベンチャー（デビモン）
- 名探偵コナン（白鳥任三郎〈初代〉）
- モンスターファーム〜円盤石の秘密〜（ガリ）

2000年
- キョロちゃん（ニラミ警視〈初代〉）
- 星界の戦旗 / II（2000年 - 2001年、ドゥサーニュ） - 2シリーズ
- ゲートキーパーズ（福岡康孝）
- 人形草紙あやつり左近（一色星治）

### 劇場アニメ
1980年
- 火の鳥2772 愛のコスモゾーン（ゴドー）

1981年
- 宇宙戦士バルディオス（マリン・レイガン）
- 機動戦士ガンダム（オムル）
- 機動戦士ガンダムII 哀・戦士編（マ）
- 夏への扉（ガブリエル）

1982年
- 機動戦士ガンダムIII めぐりあい宇宙編（マクベ）
- 戦国魔神ゴーショーグン（レオナルド・メディチ・ブンドル）
- 1000年女王（ラーメタル士官B）
- 伝説巨神イデオン・接触篇 -A CONTACT-（ジョリバ）
- 伝説巨神イデオン・発動篇 -Be Invoked-（ジョリバ）
- わが青春のアルカディア

1983年
- 幻魔大戦（江田四郎）
- ザブングル グラフィティ（アーサー）
- ナイン オリジナル版（倉橋永二）
- プロ野球を10倍楽しく見る方法（キド）
- まんがイソップ物語（若者アリ）

1984年
- 少年ケニヤ（ワカギ）
- プロ野球を10倍楽しく見る方法 PART2（キド）
- パパママバイバイ（お花のおじさん）
- 綿の国星（猫マニア〈瑠璃動静〉）

1985年
- カムイの剣（真吾）
- キン肉マン 逆襲!宇宙かくれ超人（ジェロニモ）
- キン肉マン 晴れ姿!正義超人（ジェロニモ）
- Gu-Guガンモ（西郷利光）
- 戦国魔神ゴーショーグン 時の異邦人（レオナルド・メディチ・ブンドル）

1986年
- キン肉マン ニューヨーク危機一髪!（ジェロニモ）
- キン肉マン 正義超人vs戦士超人（ジェロニモ）
- 北斗の拳（レイ）
- タッチ 背番号のないエース（黒木武）
- ハイスクール!奇面組（物星大）
- プロゴルファー猿 スーパーGOLFワールドへの挑戦!!（変奇プロ）
- RUNNING BOY スター・ソルジャーの秘密（野本勝彦）

1987年
- バツ&テリー（一文字輝）
- ほえろブンブン（ボス犬）
- ルパン三世 風魔一族の陰謀（石川五ェ門）

1988年
- うる星やつら 完結篇（ルパ）
- 銀河英雄伝説 わが征くは星の大海（パウル・フォン・オーベルシュタイン）
- 魁!!男塾（サー・ローヤル三世）
- 陽あたり良好! KA・SU・MI 夢の中に君がいた（美樹本伸）
- ぴーひょろ一家見参!（リージャ）

1989年
- ウルトラマンUSA（マーク・ワトキンス）
- ギャラガ HYPER PSYCHIC GEO GARAGA（ランディ）
- ヴイナス戦記（ドナー）
- 聖闘士星矢 最終聖戦の戦士たち（ムウ）
- 変幻退魔夜行 カルラ舞う!-奈良怨霊絵巻-（剣持）

1990年
- CAROL（クラーク・マクスウェル）

1991年
- アルスラーン戦記（ナルサス）
- らんま1/2 中国寝崑崙大決戦! 掟やぶりの激闘篇!!（キリン）

1992年
- アルスラーン戦記II（ナルサス）

1993年
- ツヨシしっかりしなさい ツヨシのタイムマシーンでしっかりしなさい（源）

1994年
- クレヨンしんちゃん ブリブリ王国の秘宝（サリー）
- ストリートファイターII MOVIE（バルログ）

1996年
- クレヨンしんちゃん ヘンダーランドの大冒険（ぶりぶりざえもん）
- ドラえもん のび太と銀河超特急（ボーム）

1997年
- クレヨンしんちゃん 暗黒タマタマ大追跡（ラベンダー）
- ゲゲゲの鬼太郎 妖怪特急! まぼろしの汽車（吸血鬼）
- スレイヤーズぐれえと（グラニオンの側近）
- ドラえもん のび太のねじ巻き都市冒険記（トーマス・メーエジソン）
- 名探偵コナン 時計じかけの摩天楼（白鳥刑事）
- 魔法学園LUNAR! 青い竜の秘密（メンフィス）

1998年
- クレヨンしんちゃん 電撃!ブタのヒヅメ大作戦（ぶりぶりざえもん）
- スレイヤーズごぅじゃす（ソーンフォート）
- 名探偵コナン 14番目の標的（白鳥刑事 / 白鳥任三郎）

1999年
- クレしんパラダイス! メイド・イン・埼玉（ぶりぶりざえもん）
- クレヨンしんちゃん 爆発!温泉わくわく大決戦（ぶりぶりざえもん）
- 名探偵コナン 世紀末の魔術師（白鳥警部補）

2000年
- 名探偵コナン 瞳の中の暗殺者（白鳥警部）

### OVA
1984年
- BIRTH（ジュノベル・キム）

1985年
- エリア88（風間真）
- 軽井沢シンドローム（相沢耕平）
- 装甲騎兵ボトムズ ザ・ラストレッドショルダー（バイマン）
- 戦え!!イクサー1（サー・バイオレット、ビッグゴールド）
- 吸血鬼ハンターD（D）
- ホワッツマイケル
- メガゾーン23（B・D）

1986年
- 蒼き流星SPTレイズナー（ル・カイン）
- 活劇少女探偵団
- カリフォルニア・クライシス 追撃の銃火（ジャック・ヴァロー）
- 湘南爆走族（1986年 - 1999年、石川晃〈初代〉、江口洋助〈2代目〉） - 12作品
- 超獣機神ダンクーガ 失われた者たちへの鎮魂歌（司馬亮）
- デルパワーX 爆発みらくる元気!!（茶理世句人）
- メガゾーン23 PARTII 秘密く・だ・さ・い（B・D）
- ルーツ・サーチ 食心物体X（スコット）

1987年
- 風と木の詩 SANCTUS -聖なるかな-（オーギュスト）
- 戦国奇譚妖刀伝（森蘭丸）
- 超獣機神ダンクーガ GOD BLESS DANCOUGA（司馬亮）
- TWD EXPRESS ROLLING TAKEOFF（“ウルフ”デューク・スターン）
- TO-Y（トーイ〈藤井冬威〉）
- 火の鳥 宇宙編（奇崎）
- ヘル・ターゲット（ジャン・ミャウラー）
- ロボットカーニバル「明治からくり文明奇譚 〜紅毛人襲来之巻〜」（伝次郎）

1988年
- 悪魔の花嫁 蘭の組曲（大庭要）
- 学園便利屋シリーズ アンティーク・ハート（松田）
- 吸血姫美夕（ラヴァ）
- 銀河英雄伝説（パウル・フォン・オーベルシュタイン）
- Crying フリーマン（舘岡眺湖）
- 現世守護神 ぴーひょろ一家（リージャ）
- 装甲騎兵ボトムズ 野望のルーツ（バイマン・ハガード）
- トウキョウ・バイス（名枯山明）
- マドンナ 炎のティーチャー（醍醐）
- 冥王計画ゼオライマー（塞臥）

1989年
- アーシアン（1989年 - 1996年、芦野博士） - 2作品
- アッセンブル・インサート（R・田中一郎）
- ARIEL（1989年 - 1991年、ハウザー）
- 超獣機神ダンクーガ 白熱の終章（司馬亮）
- 敵は海賊〜猫たちの饗宴〜（ヘルベルト・カッツ）
- 風魔の小次郎（妖水）
- 妖魔（魔狼）

1990年
- アリーズ 神話の星座宮（ゼウス / 泉圭介）
- 変幻退魔夜行 カルラ舞う!〜仙台小芥子怨歌〜（剣持）
- 電脳都市OEDO808（ベンテン〈メリル・柳川〉）
- 天外魔境 自来也おぼろ変（大蛇丸）
- トランスフォーマーZ（ソニックボンバー）

1991年
- 究極超人あ〜る（R・田中一郎）
- 帝都物語（辰宮洋一郎）
- 闇の司法官ジャッジ（逢魔法一郎）

1992年
- 間の楔（イアソン・ミンク）
- うしおととら（つぶら）
- カメレオン（椎名雄二）
- 機神兵団（ハンス・リンゲル）
- 幻想叙譚エルシア（フェルキス）
- D-1 DEVASTATOR（ユーリ・ツボレフ）
- NEWドリームハンター麗夢 殺戮の夢幻迷宮（ジュリアン）

1993年
- アルスラーン戦記 東の城、西の城（ナルサス）
- アルスラーン戦記 汗血公路（ナルサス）
- 仮面ライダーSD（シャドームーン）
- ドラゴンハーフ（ロザリオ）
- 魔物ハンター妖子3（美龍）
- MINKY MOMO IN 夢にかける橋（大学生）

1994年
- GATCHAMAN（ベルク・カッツェ）
- グラップラー刃牙（鎬昂昇）
- 幽幻怪社（中杉トオル）

1995年
- アルスラーン戦記 征馬孤影（ナルサス）
- 新海底軍艦（影山貢〈副長時代〉）
- 人間革命（山本伸一）
- Lesson XX（正人）

1996年
- スレイヤーズすぺしゃる（ビスタ）
- 闘神伝（デューク・バルテルミ・ランバート）
- マスターモスキートン（Dr.シュレディンガー）

1997年
- AIKa（ルドルフ・ハーゲン）
- 電脳戦隊ヴギィ'ズ★エンジェル（レオン・クーガー）

1998年
- 火宵の月〜秋狂言〜（文観）
- 支配者の黄昏 TWILIGHT OF THE DARK MASTER（工藤）
- 魔界転生（田宮坊太郎）

1999年
- 思春期美少女合体ロボ ジーマイン（司令官）

2000年
- アンジェリーク〜白い翼のメモワール〜（闇の守護聖クラヴィス）

### ゲーム
2001年以降の出演作品は全て生前の収録音声を使用したライブラリ出演。
1989年
- 天外魔境 ZIRIA（オロチ丸）

1991年
- ヴァリスIV（ガルギア）
- ウルティマ6 偽りの予言者（チャクルス）※FM TOWNS版
- エグザイル 時の狭間へ（サドラー）
- 電脳都市OEDO808 獣の属性（ベンテン〈メリル・柳川〉）
- ソル・フィース（エリック・ウィリアムズ、ナレーション）※メガCD版
- ダウンロード2（シド）
- ドラゴンナイトIII（ナレーション）※PCエンジン版
- ブライ 八玉の勇士伝説（幻左京）
- ラングリッサー（闇の王子ボーゼル）

1992年
- エグザイルII 邪念の事象（サドラー）
- スターコントロールII（アリロウララーレイ、プカンク、スポックス、イェハット、メルノーム、ショーフィックスティ）
- スナッチャー（ランダム・ハジル）
- スプリガンmark2（マービィ大尉）
- ドラゴンスレイヤー英雄伝説II（フラッド）※PCエンジン版
- ドラゴンナイトII（ナレーション）※PCエンジン版
- BABEL（ジェリコ、ミラルヴァ）
- ブライII 闇皇帝の逆襲（幻左京）

1993年
- 天外魔境 風雲カブキ伝（オロチ丸）
- 天使の詩II 堕天使の選択（ラミアム）
- デバステイター（ユーリ・ツボレフ）

1994年
- エメラルドドラゴン（オストラコン）※PCエンジン版、SFC版
- 風の伝説ザナドゥ（ヌース）
- CAL3 完結編（ナレーション）※PCエンジン版
- 機動戦士ガンダム EX-REVUE（マ・クベ）
- ストライダー飛竜（飛竜）※PCエンジン版
- ソル・モナージュ（シルバー）
- ドラゴンナイト＆グラフィティ（ナレーション）
- ぷよぷよCD（マミー）
- BLOOD GEAR（ラクー・エッティン・バウワー）
- ポリスノーツ（トニー・レッドウッド）
- ラングリッサーII（ボーゼル）

1995年
- アンジェリークSpecial（闇の守護聖クラヴィス）
- 風の伝説ザナドゥII（ヌース）
- 機動戦士ガンダム（マ・クベ）※セガサターン版
- 黒の断章（杜松利明）
- ダブルドラゴン（ジミー・リー、アモン）
- ドラグーンマイト（ヤマト、鉄仮面、雷庵）
- テイルズ オブ ファンタジア（ダオス）
- 天外魔境 真伝（オロチ丸）
- 闘神伝S（デューク・バルテルミ・ランバート）
- 闘神伝2（デューク・バルテルミ・ランバート）

1996年
- アンジェリークSpecial2（闇の守護聖クラヴィス）
- 機動戦士ガンダム ver.2.0（ジョブ・ジョン、マ・クベ、マリガン）
- 銀河英雄伝説（パウル・フォン・オーベルシュタイン）※セガサターン版
- コブラ・ザ・シューティング（ジプシードッグ）
- 新スーパーロボット大戦（司馬亮、ル・カイン）
- ストリートファイターEX（カイリ）
- 闘神伝3（デューク・バルテルミ・ランバート）
- BSドラゴンクエスト
- NOT TREASURE HUNTER（カルミス・ウィッシュバーン）
- ファーランドストーリーFX（ディヴァ）
- ぷよぷよCD通（マミー、ふふふ）
- マジクール（エアロス）
- ラストブロンクス東京番外地（稲垣丈）
- ラングリッサーIII（アルテミュラー、パウル）

1997年
- 銀河英雄伝説 PLUS（パウル・フォン・オーベルシュタイン）
- グランストリーム伝紀（スレイザー）
- 黒の断章（杜松利明）※セガサターン版
- シャイニング・フォースIII シナリオ1 王都の巨神（ヌーン）
- 私立ジャスティス学園 LEGION OF HEROES（忌野雹）
- スーパーロボット大戦F（レオナルド・メディチ・ブンドル、司馬亮）
- ドラゴンナイト4（ルシフォン、ネクラマンサー）
- 熱砂の惑星（ジョー）
- パズルAT（デューク・バルテルミ・ランバート）
- ファーランドストーリー〜四つの封印〜（黒騎士、ディヴァ）
- フェーダ2 ホワイト=サージ・ザ・プラトゥーン（ハーベイ・ウィンストン）
- ラングリッサーIV（ボーゼル）
- 魔法学園LUNAR!（メンフィス）

1998年
- アンジェリーク 天空の鎮魂歌（闇の守護聖クラヴィス）
- SDガンダム GGENERATION（1998年 - 2001年、マ・クベ、ブランド・フリーズ） - 4作品
- 落ちゲーやろうぜ! 電撃コンストラクション（博士）
- 火星物語（キウイ25世）
- 機動戦士ガンダム ギレンの野望（マ・クベ）
- GUILTY GEAR（ザトー＝ONE、Dr.ボルドヘッド）
- 銀河英雄伝説（パウル・フォン・オーベルシュタイン）※PlayStation版
- シャイニング・フォースIII シナリオ2 狙われた神子（ヌーン）
- シャイニング・フォースIII シナリオ3 氷壁の邪神宮（ヌーン、アロガント）
- スーパーロボット大戦F 完結編（マ・クベ、イラ・ジョリバ、レオナルド・メディチ・ブンドル、司馬亮）
- ずっといっしょ（三条真、海老原健一）
- ストリートファイターEX2（カイリ、バルログ）
- 超魔神英雄伝ワタル ANOTHER STEP（剣部アラゴト）
- 闘神伝カードクエスト（デューク・バルテルミ・ランバート）
- にじいろトゥインクル 〜ぐるぐる大作戦〜（ダクス）
- ファンタスティックフォーチュン（シオン・カイナス）
- ブラックマトリクス（ガイウス）※セガサターン版
- メタルギアソリッド（サイボーグ忍者 / グレイ・フォックス）

1999年
- サイレントボマー（ベノワ）
- 私立ジャスティス学園 熱血青春日記2（忌野雹）
- スーパーロボット大戦コンプリートボックス（マ・クベ、レオナルド・メディチ・ブンドル、リシェル・グレノール、クランプ、カムラン・ブルーム）
- 闘神伝 昴（デューク・バルテルミ・ランバート）
- ブラックマトリクス AD（ガイウス）※ドリームキャスト版
- レジェンドオブドラグーン（メルブ・フラーマ）

2000年
- RPGツクール2000 サンプルゲーム・花嫁の冠（魔王）
- 機動戦士ガンダム ギレンの野望 ジオンの系譜（マ・クベ）
- GUILTY GEAR X（ザトー＝ONE）
- 決戦（大谷吉継）
- スーパーロボット大戦α（マ・クベ、クランプ、司馬亮）
- ストリートファイターEX3（カイリ、バルログ）
- テイルズ オブ エターニア（ゼクンドゥス）
- パンチマニア 北斗の拳（レイ）
- パンチマニア 北斗の拳2（レイ）
- FAVORITE DEAR 純白の預言者（アルベリック・クロイツフェルド）
- ブラックマトリクス+（ガイウス）※PlayStation版
- 北斗の拳 世紀末救世主伝説（レイ）
- 名探偵コナン 3人の名推理（白鳥警部）
- 燃えろ!ジャスティス学園（忌野雹）

2001年
- スーパーロボット大戦α for Dreamcast（マ・クベ、クランプ、司馬亮）
- スーパーロボット大戦α外伝（司馬亮）
- メタルギアソリッド2

2002年
- スーパーロボット大戦IMPACT（司馬亮）
- テイルズ オブ ザ ワールド なりきりダンジョン2
- テイルズ オブ ファンダム Vol.1（ゼクンドゥス）

2003年
- スーパーロボット大戦Scramble Commander（司馬亮）
- 第2次スーパーロボット大戦α（レオナルド・メディチ・ブンドル）

2004年
- クレヨンしんちゃん 嵐を呼ぶ シネマランドの大冒険!
- スーパーロボット大戦GC（マ・クベ、司馬亮、ル・カイン、クランプ）

2005年
- 第3次スーパーロボット大戦α 終焉の銀河へ（イラ・ジョリバ、レオナルド・メディチ・ブンドル、司馬亮）
- テイルズ オブ ザ ワールド なりきりダンジョン3

2006年
- スーパーロボット大戦XO（マ・クベ、司馬亮、ル・カイン、クランプ）

2007年
- スーパーロボット大戦Scramble Commander the 2nd（司馬亮）

2008年
- クレヨンしんちゃん 嵐を呼ぶ シネマランド カチンコガチンコ大活劇!
- 大乱闘スマッシュブラザーズX（サイボーグ忍者）
- メタルギアソリッド4（サイボーグ忍者）

2011年
- 第2次スーパーロボット大戦Z 破界篇 / 再世篇（2011年 - 2012年、司馬亮） - 2作品

2013年
- スーパーロボット大戦Operation Extend（マ・クベ、司馬亮、ル・カイン）

2014年
- クレヨンしんちゃん 嵐を呼ぶ カスカベ映画スターズ!（ぶりぶりざえもん）

2018年
- スーパーロボット大戦X-Ω（司馬亮）
- 大乱闘スマッシュブラザーズ SPECIAL（サイボーグ忍者）

2022年
- スーパーロボット大戦30（司馬亮） - DLC追加キャラクター

2024年
- スーパーロボット大戦DD（ル・カイン）

### ドラマCD
1981年
- 戦国魔神ゴーショーグン 闇よ美しくあれ（ブンドル）

1983年
- 悪魔の花嫁 イメージアルバム（デイモス）

1984年
- 児童文学の世界 第1集 ※カセットテープ
- その後の戦国魔神ゴーショーグン（ブンドル）

1986年
- 戦え!!イクサー1 PART-2（ナレーション）

1987年
- ARIEL（アバルト・ハウザー）
- 究極超人あ〜る シリーズ（R・田中一郎、成原あきら）
  - 究極超人あ〜る
  - 究極超人あ〜る vol.2
  - 究極超人あ〜る どらまSPECIAL

- 吸血鬼ハンター 風立ちてD（D）

1988年
- イティハーサ 水の惑星に生まれて（青比古）
- ARIEL2 幻影の侵略（アバルト・ハウザー）
- 仮面の忍者赤影 大公開!!忍術武芸帳 うたとおはなし（霞丸）
- キマイラ・吼 シリーズ 幻獣少年キマイラ（久鬼麗一）※カセットテープ
- キャプテン翼 復活!黄金コンビの巻（ルイ・ナポレオン）
- 聖闘士星矢 カセットブック（ムウ、暗黒アンドロメダ）
  - 集英社カセットコミックシリーズ 聖闘士星矢 いかなる星の下に
  - 集英社カセットコミックシリーズ 聖闘士星矢 黄金十二宮 〈前編〉
  - 集英社カセットコミックシリーズ 聖闘士星矢 黄金十二宮 〈後編〉

- 夏の魔術（立花和彦）
- 吸血鬼ハンター D-妖殺行（D）
- 変幻退魔夜行カルラ舞う！奈良怨霊絵巻（剣持司）※カセットテープ
- 未来放浪ガルディーン 大歌劇（ガルディーン）
- アレンジ・サウンド・フロム ロードス島戦記〜灰色の魔女〜（スレイン）
- 3時のおやつに毒薬を（茅野遙）※カセットブック

1989年
- 間の楔（イアソン・ミンク）
- キマイラ・吼 シリーズ 幻獣少年キマイラ2（久鬼麗一）※カセットテープ
- 金田一耕助の冒険2 怪獣男爵（史郎）
- 集英社カセットコミックシリーズ 魁!!男塾2 死闘!冥凰島決勝トーナメント（ウン們）※カセットテープ
- ロードス島戦記 眩惑の魔石（スレイン）※カセットテープ、CD版もあり
- ロードス島戦記2 宿命の魔術師（スレイン）※カセットテープ、CD版もあり

1990年
- アリーズ〜神話の星座宮〜（ゼウス / 泉圭介）
- インフェリウス惑星戦史外伝 CONDITION GREEN（ヤン・ノヴェラム）
- 王家の紋章（イズミル王子）
- 風の大陸 第一部（ボイス）
- 新ビックリマン大百科（オズ）
- アニメイトカセットコレクション 超獣機神ダンクーガ（司馬亮）
- ドラゴンランス戦記 1 - 8（レイストリン）※カセットテープ
- 吸血鬼ハンターシリーズ（D、語り手）
  - 吸血鬼ハンター D-北海魔行I -北の海へ-
  - 吸血鬼ハンター D-北海魔行II -やがて、夏-
  - 吸血鬼ハンター D-北海魔行III -冬来たりなば-

- 冥王計画ゼオライマー「大冥界」（塞臥）

1991年
- アルスラーン戦記（ナルサス）
- 風の大陸 第二部 呪いの町（アウル・トバティーエ〈ティーエ〉）
- 究極超人あ〜る シリーズ（R・田中一郎）
  - 究極超人あ〜る 真夏の一夜漬
  - 究極超人あ〜る BOX

- CDシアター ドラゴンクエストII（サイヴァ〈悪魔神官〉）
- 新撰組異聞 蒼き狼たちの神話1 天動（土方歳三）
- ディズニー・チャイルド・パック シリーズ
  - 101匹わんちゃん大行進（ポンゴ）
  - プーさんとはちみつ（ゴーファー）

- ディズニー・クラシック・ストーリー シリーズ（解説）
  - 三匹の子ぶた
  - ダンボ
  - プーさんとはちみつ（ゴーファー）
  - 白雪姫
  - 不思議の国のアリス
  - シンデレラ
  - 眠れる森の美女（フィリップ王子）
  - わんわん物語（ジムさん）
  - ピーターパン
  - 101匹わんちゃん（ポンゴ）
  - バンビ
  - ピノキオ（男A）

- バセット英雄伝 エルヴァーズ 2 天空の神火 後編（イアリー）※カセットテープ

1992年
- アルスラーン戦記【第2部】1 仮面兵団（ナルサス）
- アルスラーン戦記【第2部】2 旌旗流転（ナルサス）
- ARIEL3 野良無人戦艦の恐怖（アバルト・ハウザー）
- 新撰組異聞 蒼き狼たちの神話2 浅葱色の夜明け（土方歳三）
- CDドラマコレクションズ 三國志 シリーズ（諸葛亮孔明）
  - 一、諸葛亮孔明の巻〜臥龍、天命を識る〜
  - 二、趙雲子龍の巻〜孤虎、傾月に吼ゆ〜
  - 三、曹操孟徳之巻〜鳳舞、闇世を貫く〜
  - 四、諸葛亮孔明之巻・II〜飛龍、翠風を招ぶ〜

- バセット英雄伝 エルヴァーズ 3&4 灼熱の大地 前後編（イアリー）※カセットテープ

1993年
- 間の楔 DARK-EROGENOUS（イアソン・ミンク）
- アニメオリジナルカラオケ3 究極超人あ〜る（R・田中一郎）
- アリーズ 永遠の約束（ゼウス / 泉圭介）
- アルスラーン戦記 3&4（ナルサス）
- 新吸血姫美夕 西洋神魔編 ドラマアルバム1 - 6（ラヴァ）
- 新撰組異聞 蒼き狼たちの神話 音楽スペシャル 誠 TRUTH（土方歳三）
- 桑田乃梨子オリジナルアルバム おそろしくて聴けない（御堂維太郎）
- CDドラマコレクションズ 三國志 シリーズ（諸葛亮孔明）
  - 五、関羽雲長之巻〜武神、千里を翔る〜
  - 六、周瑜公瑾之巻〜稀玉、碧水に耀う〜
  - DX1 結集編・五虎龍鳳之巻
  - DX2 三國志満漢全席スペシャル

- 新・明解ドラゴンハーフ（ロザリオ）

1994年
- 電撃CD文庫 サムライスピリッツ（天草四郎時貞）
  - サムライスピリッツ 其の一 邪神復活之巻
  - サムライスピリッツ 其の二 秘宝流転之巻
  - サムライスピリッツ 其の三 剣魔大戦之巻

- CDドラマコレクションズ 三國志 シリーズ（諸葛亮孔明）
  - 七、呂布奉先之巻〜狼将、暁に彷徨う〜
  - 八、劉備玄徳之巻〜帝星、天漢に煌く〜
  - DX3 浪漫編・西暦0200の輪舞曲
  - DX4 三國志満漢全席グレート
  - DX5 三國志満漢全席BLACK
  - CDカレンダー 三國志めくり1

- ソード・ワールドSFC いにしえの巨人伝説序章（サレム）
- CDドラマ 天外魔境(1) 風雲カブキ伝 アメリケン異聞 凱旋公開!カブキ伝顛末記（オロチ丸）
- 人間倶楽部（アレックス・ウォン）
- BASARA外伝TATARA（揚羽）
- 炎の蜃気楼 この夜に、翼を（毛利輝元、ラジオのアナウンサー）

1995年
- ヴァンパイアハンター ヴァンパイア・ナイト お笑い夜の祭典（デミトリ・マキシモフ）※カセットテープ
- アルスラーン戦記 征馬孤影 上&下（ナルサス）
- アンジェリーク あなたの瞳に夢天使（闇の守護聖クラヴィス）
- 王都妖奇譚（橘影連）
- 風の伝説ザナドゥII ヒロイン達の誕生日（ヌース）
- 天馬の血族 Vol.1 - 6（イスマイル）
- 金環蝕 山藍紫姫子の世界（カート・フレグランス）
- 花鎮の饗 山藍紫姫子の世界II（藤代篠夫）
- 空想科学世界ガリバーボーイ 番外編 銀の謝肉祭（ジュドー）
- THE DARK BLUE（オリヴィエ・シェリダン）
- CDドラマコレクションズ 三國志 シリーズ（諸葛亮孔明）
  - 諸葛亮征嵐伝 一ノ巻
  - 諸葛亮征嵐伝 二ノ巻
  - 諸葛亮征嵐伝 三ノ巻
  - 諸葛亮征嵐伝 四ノ巻
  - 三國志満漢全席拾参〜ザ・点心〜（第二部全巻購入者特典）
  - CDカレンダー 三國志めくり2
  - CDカレンダー 三國志めくり3
  - CDカレンダー 三國志めくり4

- 真・サムライスピリッツ 覇王丸地獄変（天草四郎時貞）
- TARAKOぱっぱらパラダイス（ヌース）
- 南国少年パプワくん DX-∞（デラックス無限大）〜僕らはずっと友達だ!〜（ルーザー）
- ファルコムスペシャルBOX '95 CDドラマ 風の伝説ザナドゥII（ヌース）
- ロードス島戦記 風と炎の魔神（アズモ〈1・2・4巻〉）
- 妖魔の封印 シリーズ（シルフェル）

1996年
- ヴァンパイアハンター ダークネスミッション〜特選バター醤油味（デミトリ・マキシモフ）
- アンジェリーク外伝 無限音階 Vol.1 - 4（闇の守護聖クラヴィス）
- 金田一少年の事件簿 悪魔組曲殺人事件（夏岡猛彦）
- CDドラマコレクションズ 三國志 シリーズ（諸葛亮孔明）
  - DX6 （超）三國志満漢全席 放浪戦隊ブラザーファイブ
  - DX7 三國志満漢全席フォーエバー

- スタンレー・ホークの事件簿 山藍紫姫子の世界III（ジン・ミサオ）
- 聖魔伝（ラウレス）
- 闘神伝-BEFORE STAGE-Vol.1&2（デューク・バルテルミ・ランバート）
- BOOM TOWN  SONG SONG SONG（ウィザード）
- ふしぎ遊戯 永遠我愛（天コウ）
- ラ・ヴィアン・ローズ（大鳥登）
- 紅と蒼の伝説ランドロック（ナレーション、エボル）

1997年
- ストリートファイターEX ドラマCD（カイリ）
- ストロベリー・デカダン（尾花沢政嗣）
- 卒業M ドラマCD（川添遥）
- 鉄腕バーディー CDシネマスペシャル カルチャースクール特別編（R・田中一郎）

1998年
- 新潮CD 赤髪組合―シャーロック・ホームズ（スポールディング）
- アンジェリーク外伝2 緋の輪郭 Vol.1 - 4（闇の守護聖クラヴィス）
- Weiß kreuz Dramatic Collection II ENDLESS RAIN（桔梗）
- サウンド・ストーリー 火宵の月〜死反珠〜
- 私立ジャスティス学園 ドラマアルバム 〜ねらわれた太陽学園 熱血死闘編〜（忌野雹）
- ストリートファイターEX2 ドラマCD（カイリ）
- 電脳戦隊ヴギィ’ズ★エンジェル外伝 進め!スーパー☆エンジェルス! 其ノ六 レベッカの家出（レオ、バーテン）
- ファンタスティックフォーチュン Drama CD Special（シオン・カイナス）
- ワンダーBOY〜My Dear Wonder〜（百地紅雪）

1999年
- 危ない薔薇と百合の園（瀬川伶司）
- 危ない幸せ超番外篇（瀬川伶司）
- Weiß kreuz Dramatic Precious（桔梗）
- 戦国魔神ゴーショーグン テレビ版（殿堂ツインシリーズ 2）（ブンドル）
- テイルズ オブ ファンタジア（ダオス）
- ドクター×ボクサー ボクサーは犬になる（カイン）
- ドラマCD 星のパイロット（ヴィクター）
- ななこSOS音楽篇 ドラマ篇1 - 2（殿堂ツインシリーズ 12）（ななお）
- ロマンティスト・テイスト（青山麻文）

2000年
- アナリストの憂鬱シリーズ（鷲崎勲）
- アンジェリーク外伝3 禁域の鏡 Vol.1 - 4（闇の守護聖クラヴィス、カイン）
- 音盤ねこめ〜わく（ヘンリヒ・マイヤー）
- 塩沢兼人MEMORIAL 間の楔 / 爪紅（イアソン 他）
- 私立ジャスティス学園 アドベンチャードラマアルバム 〜ねらわれた太陽学園 熱血探偵編〜（忌野雹）
- ドクター×ボクサー ドクターは犬を飼う（カイン）
- ドクター×ボクサー アクターは犬を演じる（カイン）
- デジモンアドベンチャー 好敵手キャラソングファイル（デビモン）

2001年
- テイルズ オブ ファンタジア なりきりダンジョン ―月の章―（ダオス）

2002年
- 雨に似ている Live in Drama Theater May 2002 〜塩沢兼人追悼公演〜
- 一人語り
- KOEI BEST SELECTION（闇の守護聖クラヴィス）
  - KOEI BEST SELECTION 王都妖奇譚
  - KOEI BEST SELECTION 王都妖奇譚〜妖星〜 後編
  - KOEI BEST SELECTION 王都妖奇譚〜妖星〜 前編
  - KOEI BEST SELECTION 王都妖奇譚〜化石の海〜

- ドラマCD テイルズリングアーカイブ EPIC TWO 〜英雄の飛翔〜（ダオス）

### 吹き替え

#### 映画
- 怒りの街 ニューヨーク（ジミー〈ティモシー・ハットン〉）※テレビ版
- ウエスト・サイド物語（リフ〈ラス・タンブリン〉）※TBS新録版、DVD収録
- エメラルド・フォレスト（トミー〈チャーリー・ブアマン〉）※テレビ朝日版
- エリミネーターズ（クニ・タカダ）※DVD収録
- エンジェルス（デヴィッド・モンターニュ〈テイラー・ネグロン〉）
- オルカ（ケン〈ロバート・キャラダイン〉）※TBS版、DVD・BD収録
- ガールズ（ベルナール）※テレビ東京版
- Q&A（アル・ライリー〈ティモシー・ハットン〉）※ソフト版
- グレムリン2 新・種・誕・生（郵便配達人）
- 好奇心
- 荒野の用心棒（アントニオ・バクスター〈ブルーノ・カロテヌート〉）※TBS新録版
- 最前線物語
- 地獄の黙示録（ランス・B・ジョンソン〈サム・ボトムズ〉）※日本テレビ版
- シザーハンズ（エドワード〈ジョニー・デップ〉）※ソフト版
- 史上最大の作戦（第1歩兵師団第2レンジャー大隊隊員）※日本テレビ版
- 13日の金曜日 完結編（ダグ〈ピーター・バートン〉）※日本テレビ版
- 13日の金曜日 『新・13日の金曜日』（トミー〈コリー・フェルドマン〉）※テレビ朝日版
- JAWS ジョーズ2 ※日本テレビ版、BD収録
- 白雪姫とエッチな仲間たち（王子）
- スター・ウォーズ エピソード4/新たなる希望（ウェッジ・アンティリーズ〈デニス・ローソン〉）※日本テレビ新録版
- スター・ウォーズ エピソード5/帝国の逆襲（ルーク・スカイウォーカー〈マーク・ハミル〉）※テレビ朝日版
- ストリート・オブ・ファイヤー（バード〈ストーニー・ジャクソン〉）※フジテレビ版
- スペースキャンプ（ケヴィン〈テイト・ドノヴァン〉）※テレビ朝日版
- 卒業（学生3）※TBS版、思い出の復刻版ブルーレイに収録
- DA（若いオリバー）※JAL機内上映版
- テニス靴をはいたコンピューター（デクスター・ライリー〈カート・ラッセル〉）※フジテレビ版
- デルタフォース3（リチャード〈マシュー・ペン〉）※VHS版
- ドラゴン怒りの鉄拳（チン〈トニー・リュウ〉）※テレビ朝日版、エクストリーム・エディションBD収録
- パイレーツ/この恋、火気厳禁!（リアム〈ブルース・マーティン・ペイン〉）
- 橋（ユルゲン・ボルヒェルト〈フランク・グラウブレヒト〉）※TBS版
- バタリアン（チャック〈ジョン・フィルビン〉）※日本テレビ版
- パットン大戦車軍団 ※日本テレビ新録版
- 遥かなる栄光を信じて〜炎のタッチダウン（リッチー）
- ファントマ 危機脱出（館内アナウンス）
- 普通の人々 ※テレビ朝日版
- フリージャック（アレックス〈エミリオ・エステベス〉）※VHS版
- プリズン（バーク〈ヴィゴ・モーテンセン〉）※テレビ東京版、DVD収録
- 保険屋に気をつけろ!（ジョナサン〈ヒューゴ・ウィーヴィング〉）※VHS版
- ホット・ショット（ジム・ホッフェンバック〈ジョン・クライヤー〉）※DVD収録
- ボニー&クライド（W・D・ジョーンズ）
- 炎のランナー（アンドリュー・リンゼイ卿〈ナイジェル・ヘイヴァース〉）※TBS版、DVD収録
- ミニチュア光線の恐怖（ジャック〈テッド・ダンソン〉）
- ミラクル・オン・アイス（クレイグ〈スティーブ・グッテンバーグ〉）
- みんな愛してる（ノーマン・ストリック〈ゲイリー・シニーズ〉）
- モアイの謎（ノロ〈ジェイソン・スコット・リー〉）※ソフト版
- U・ボート（ウルマン少尉）※フジテレビ版
- ランボー（ミッチ〈デヴィッド・カルーソ〉）※TBS版、4Kレストア版BD・UHD収録
- ルーカスの初恋メモリー（キャピー〈チャーリー・シーン〉）※テレビ放送版、DVD収録
- レッツ・ゴー!ハーマンズ・ハーミッツ（ハーマン〈ピーター・ヌーン〉）※テレビ朝日版
- ローズ（ダイアー〈フレデリック・フォレスト〉）※TBS版、BD・DVD収録
- ヤング・ヒーロー/最前線ドイツ機甲軍総反撃（イラリオ	）
- ワンス・アポン・ア・タイム・イン・アメリカ（マックス〈少年時代〉）※テレビ朝日版

#### ドラマ
- FBI特別捜査官（課長マクマスター〈フレドリック・レーン〉）※テレビ東京版
- 刑事コロンボ 祝砲の挽歌（ランバート候補生）
- 三国志演義（馬超孟起〈安亞平〉）※NHK-BS2版
- 白バイ野郎ジョン&パンチ（バリー・バリクザー巡査〈ブロディ・グリア〉[77]）
- 探偵レミントン・スティール
- 特捜刑事マイアミ・バイス
  - シーズン1 #17（ジェイミー・エスコバー〈エディ・キャストロダッド〉）
  - シーズン2 #14（ティミー・デイヴィス〈クレイトン・ローナー〉）
  - シーズン3 #19（ボビー・ディアス刑事〈ルー・ダイアモンド・フィリップス〉）
- ナイトライダー シーズン2 #12（オープンカーアバンティの青年[キャサリンのボーイフレンド]〈デビッド・カウギル〉）
- ナルニア国物語（BBC）（リリアン王子）
- フラグルロック
- ラブ・ボート
  - #7（サム・ブラッドレー〈ロバート・ヘイズ〉）
  - #17（テッド・ウィルコックス〈リッキー・ネルソン〉）

#### アニメ
- ウォーターシップダウンのうさぎたち（シルバー）
- スヌーピーとチャーリー（ライナス・ヴァンペルト）
- ミュータント・タートルズ（ラファエロ〈初代〉）

### 特撮
1995年
- コスプレ戦士 キューティナイト（長官）
- 超力戦隊オーレンジャー（バラブレインの声）

1996年
- ビーファイターカブト（深海魚人デズルの声）

1998年
- 星獣戦隊ギンガマン（ビズネラの声）

### ラジオ
- ラジオドラマ 紅と蒼の伝説ランドロック（ナレーション、エボル）
- エメラルドドラゴン ドラマ・シリーズ VOL.2 - 5（魔将軍オストラコン）
- ラジオドラマ 西遊妖猿伝（玄奘）
- ラジオドラマ 星界の戦旗（ドゥサーニュ）
- サラウンドドラマ・マージナル（メイヤード）
- ラジオドラマ（アドベンチャーロード）妖精作戦（平沢千明）
- ラジオドラマ（青春アドベンチャー）オルガニスト（テオドール・ヴェルナー）
- ラジオドラマ（青春アドベンチャー）タイム・リーパー（トオル）
- ラジオドラマ（青春アドベンチャー）邪鬼が来る!（武智秀行）
- ラジオドラマ ラストブロンクス（稲垣丈）
- ラジオドラマ ツインビーPARADISE（グレイ）

### CM
- エアーズアドベンチャー
- エリア88（スーパーファミコンソフト）（ナレーション、風間真の声）
- クラックス
- ジョジョの奇妙な冒険 (スーパーファミコンソフト)（ナレーション、DIOの声）[78]
- 白元 ドライ＆ドライ
- スケバン刑事III
- 武田薬品 「ベンザエース」（1984年 - 1985年のCMナレーター）
- NORDICA N995（1988年）
- 花のスター街道
- ホンダ アクティ STREET-L 4WD
- ロッテ スマーキー（1986年）
- YUMEX ガス風呂釜・給湯器

### 舞台
- ぐるーぷえいと公演
  - 動員挿話（第一回公演） - 馬丁友吉
  - 誘拐（第二回公演・1975年） - 男
  - ホテル・ボルティモア（第三回公演・1976年） - ビル・ルイス
  - 手毬の里の物語（第四回公演・1976年） - 三郎
  - わが町（第五回公演・1977年） - ジョージ
  - にしん場（第六回公演・1977年） - 勝間留作
  - 騎兵たち（第七回公演・1978年） - フリコ
  - 鼬（いたち）（第八回公演・1978年） - 山影先生
  - 女たちの招魂祭（第十回公演・1979年） - 若い夫

### その他
- ヴェルディ川崎 1994サントリーシリーズ総集編（ナレーション）
- キン肉マン 超人大全集（CD）※セリフのみ
  - 『恐怖の回転ドリル（スクリュー・キッドのテーマ）』（スクリュー・キッド）
  - 『魂のおたけび（ジェロニモのテーマ）』（ジェロニモ）
- ゴジラ海を渡る 世界制覇へのシナリオ（ルドルフ・ジュリアーニの声、パトリック・タトポロスの声）
- 超獣機神ダンクーガ 獣戦機隊やってやるぜライブ（司馬亮として出演）
- 日本語ワードプロセッサ 一太郎7 for Windows95 機能紹介CD-ROM（ナレーション）
- ビックリマン エキサイティングテレフォン（ベリー・オズ）
- 炎の蜃気楼 コバルトときめきテレフォン（高坂弾正）
- LINE『しゃべるゾ！クレヨンしんちゃんスタンプ』（ぶりぶりざえもん）[注 10]
- なるほど!ザ・ワールド（ボイスオーバー）

## 著書
- スキップ気分（朝日ソノラマ文庫・出版、1982年12月発売 ISBN 978-4257600206）